# Geber (Mondkrater)
Geber ist ein Einschlagkrater auf der Mondvorderseite westlich des Mare Nectaris, nordwestlich des Kraters Sacrobosco und südwestlich von Almanon. Der Krater ist mäßig erodiert, der Kraterboden flach.
| Buchstabe | Position           | Durchmesser | Link |
| --------- | ------------------ | ----------- | ---- |
| A         | 21,9° S, 14,67° O  | 13 km       |      |
| B         | 19,06° S, 12,86° O | 19 km       |      |
| C         | 22,2° S, 14,84° O  | 10 km       |      |
| D         | 19,29° S, 11,8° O  | 5 km        |      |
| E         | 20,56° S, 12,93° O | 6 km        |      |
| F         | 19,98° S, 13,13° O | 5 km        |      |
| H         | 18,02° S, 12,44° O | 3 km        |      |
| J         | 20,09° S, 15,82° O | 4 km        |      |
| K         | 17,66° S, 10,49° O | 5 km        |      |

Der Krater wurde 1935 von der IAU offiziell nach dem andalusischen Mathematiker und Astronomen Dschabir ibn Aflah (latinisiert Geber)  benannt.